# Coda (The Walking Dead)
«Coda» — es el octavo episodio de la quinta temporada de la serie de televisión The Walking Dead y final de mitad de temporada. Se estrenó el día 30 de noviembre de 2014. Fue dirigido por Ernest Dickerson y el guion estuvo a cargo de Angela Kang. Fue estrenado el 1 de diciembre de 2014 por la cadena Fox en España e Hispanoamérica.
El episodio tiene lugar principalmente en  Hospital Grady Memorial en Atlanta, donde Beth Greene se encuentra a sí misma en la sala de Dawn Lerner, descubriendo su pasado y se encuentra en peligro por el agente O'Donnell. Mientras tanto, Rick Grimes persigue al oficial Lamson, que se escapó. El Padre Gabriel Stokes también se encuentra perseguido por caminantes, mientras que Michonne y Carl Grimes, se reúnen con el grupo que regresa, incluida la hermana de Beth, Maggie Greene, quién está informada del paradero de su hermana. Rick y los demás intentan organizar un intercambio de rehenes para Beth. Este episodio marca la salida de Emily Kinney del elenco principal de la serie, tras interpretar a Beth Greene durante 3 años consecutivos, debido a que su personaje es asesinado por Dawn Lerner (Christine Woods), cuya actriz que encarna a dicho personaje también marca su salida de su participación recurrente debido a que su personaje es asesinado por Daryl Dixon. El título del episodio "[Coda (música) |coda]]" se refiere a un término musical de una sección musical final que es formalmente distinta de la estructura principal. El título del episodio se refiere a Beth, el único personaje asociado con la música y al morir su personaje finaliza una melodía en teoría.
El episodio recibió críticas mixtas de comentaristas de televisión, con muchos aspectos de elogio, como la apertura, pero otros comentando que el clímax es absurdo o decepcionante. Otros elogiaron las actuaciones de Norman Reedus y Lauren Cohan, así como la dirección de Ernest Dickerson.

## Trama
Rick (Andrew Lincoln) persigue al sargento Bob Lamson (Maximiliano Hernández) en un automóvil de la policía después de que Lamson fuga de Sasha. Lamson ignora las advertencias de Rick para detenerse, por lo que Rick lo golpea con el auto. Un Lamson lisiado y malherido ruega que lo lleven al hospital, sin embargo Rick lo ejecuta en el lugar con su revólver. Temiendo que la muerte de Lamson resulte en violencia entre el grupo de Rick y el equipo del Teniente Dawn Lerner (Christine Woods), Rick y los oficiales Amanda Shepherd (Teri Wyble) y Licari (Christopher Matthew Cook), los otros dos policías que fueron capturados junto con Lamson, acordaron inventar una historia de que Lamson fue asesinado por los caminantes.
En el hospital, el orden comienza a descomponerse cuando los oficiales no logran recapturar a Noah cuando le informan a Dawn por el walkie-talkie y otros pronto comienzan a perder la fe en el liderazgo de Dawn. Dawn le confiesa a Beth que al ser un líder siempre era mejor tener el respeto de las personas que tener su amor. O'Donnell (Ricky Wayne) se enfrenta a Dawn después de escuchar su charla con Beth sobre cómo ocultó la participación de Beth en la muerte de Gorman. Él amenaza con eliminarla y derrocarla como líder. Los dos entran en una pelea, lo que resulta en la muerte de O'Donnell cuando Beth Greene (Emily Kinney) lo empuja por el hueco del ascensor. Más tarde, Beth acusa a Dawn de manipularla para que elimine a Gorman y O'Donnell, quienes fueron amenazas a la posición de Dawn, y nuevamente promete escapar. Dawn niega la acusación y promete recordar el apoyo de Beth. Durante su conversación, Carol Peletier (Melissa McBride) comienza a despertarse.
Después de huir de la iglesia, El Padre Gabriel (Seth Gilliam) llega a la escuela donde Los Cazadores Caníbales había establecido el campamento. Él descubre los restos de la pierna de Bob. Una horda de caminantes salen de la escuela, rompiendo las lunas de la puerta y persiguen a Gabriel de vuelta a la iglesia, donde se encuentra arrinconado contra la puerta principal fortificada y experimenta el temor de sus feligreses. Al escuchar los gritos de Gabriel en busca de ayuda, Carl Grimes (Chandler Riggs) y Michonne (Danai Gurira) rompen la puerta de entrada, permitiendo que Gabriel entre, pero luego se sienten abrumados por los caminantes y se ven obligados a retirarse a la rectoría. Una vez allí, Gabriel sostiene a los caminantes mientras Carl, Michonne y Judith escapan por el agujero que Gabriel había hecho previamente en el piso de su oficina, luego se sigue a sí mismo; vuelven a sellar las puertas delanteras, atrapando a los caminantes dentro. Justo cuando los caminantes están a punto de atravesar la puerta, el grupo del sargento Abraham Ford (Michael Cudlitz) llega al camión de bomberos, trayendo la noticia de que la misión de Eugene Porter (Josh McDermitt) era una mentira. Michonne le informa a Maggie Greene (Lauren Cohan) que saben dónde está Beth, y se dirigen a Atlanta.
Mientras tanto, Rick se encuentra con otro par de oficiales y propone intercambiar a Shepherd y Licari por Beth y Carol. Están de acuerdo y el grupo de Rick se encuentra con Dawn y sus oficiales en el hospital. Cuando Beth empaca, ella esconde un par de tijeras en su yeso. Inicialmente, el intercambio se realiza sin problemas, pero Dawn agrega una condición en el último segundo, exigiendo a Rick que le entregue a Noah (Tyler James Williams), su antiguo pupilo, para reemplazar a Beth, su nueva sala. Rick y Beth son reacios, pero Noah está de acuerdo para evitar el derramamiento de sangre. Beth va a darle un abrazo, pero mientras lo hace, Dawn hace un comentario regodeándose en referencia a su conversación anterior con Beth, diciéndole que ella y todos su grupo regresaran como servidores a su orden. Enfurecida, Beth se enfrenta a Dawn y fríamente le dice: "Lo entiendo ahora". Con eso, Beth le apuñala el hombro de Dawn con las tijeras. Sorprendida, Dawn dispara su pistola reflexivamente contra el costado de la cabeza de Beth, matándola instantáneamente. A pesar de la propia conmoción y súplicas de Dawn por misericordia, un enfurecido Daryl Dixon (Norman Reedus) inmediatamente saca su propia pistola y le dispara en la cabeza, matándola en el acto. El enfrentamiento resultante es desactivado por Shepherd, quien le dice a los oficiales restantes que cesen el fuego, diciendo que su orden se acabó que ahora todos son libres. Ella insiste en que Dawn era el problema desde el principio y que ahora todo está terminado, que está muerta. El Dr. Edwards (Erik Jensen) ofrece dejar que Rick y su grupo permanezcan en el hospital, pero Rick declina. En cambio, él ofrece a cualquier persona en el hospital que quiera irse para unirse a su grupo, pero solo Noah acepta. Cuando salen del hospital, se encuentran con el resto del grupo. Maggie se echa a llorar quedando devastada cuando ve a Daryl llevando el cuerpo de Beth.
En una escena poscréditos, Morgan (Lennie James) sigue las marcas de Gareth en los árboles, cruzando la escuela y más tarde la iglesia, donde hace una ofrenda y ríe. Mientras explora, encuentra el mapa y la nota escrita que Abraham le dejó a Rick, que tiene el nombre completo de Rick escrito en él. Él se sorprende al saber que está siguiendo el rastro de Rick.

## Producción

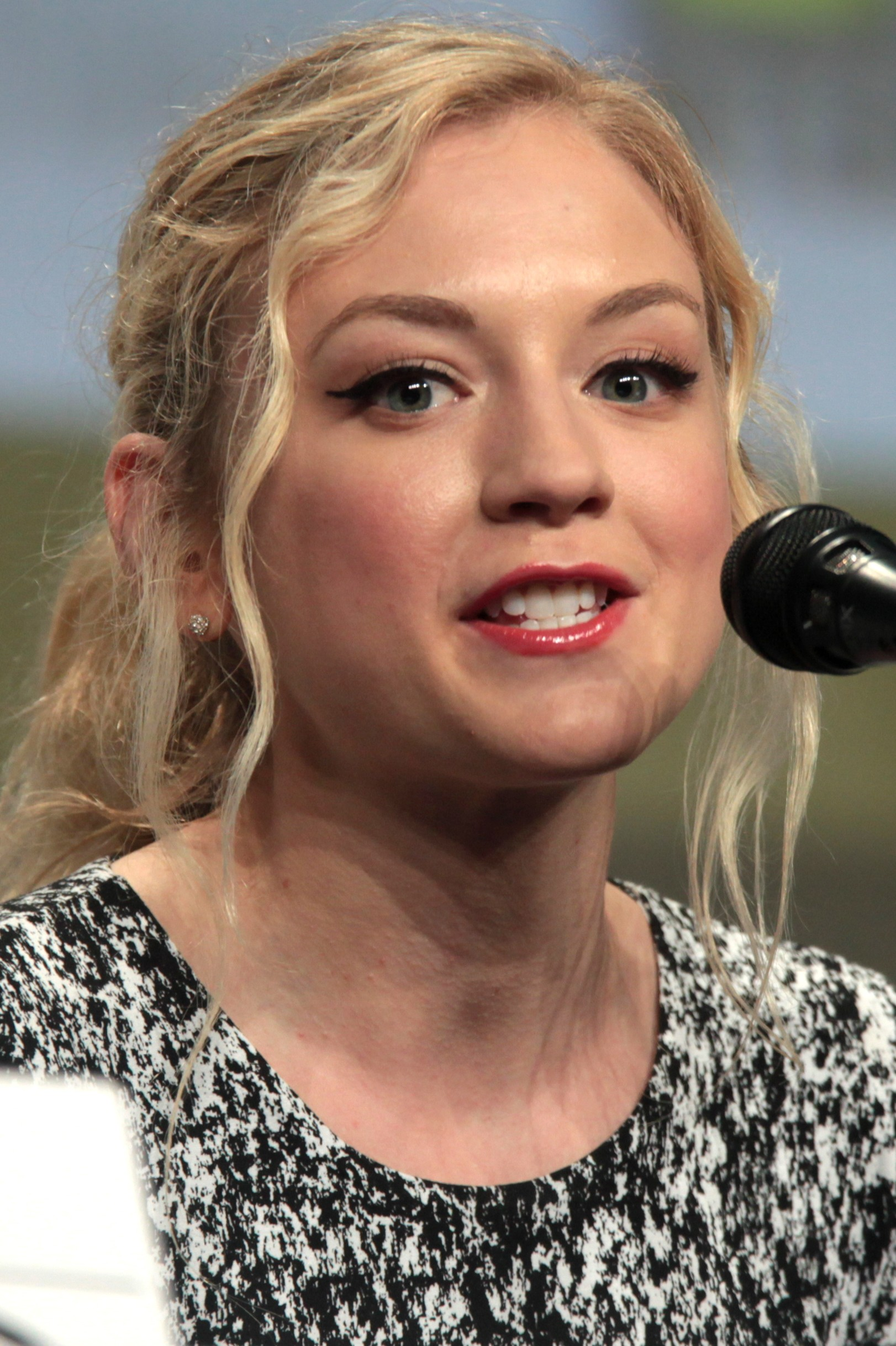
Emily Kinney hizo su última aparición en "Coda".

El episodio marca las últimas apariciones de la actriz principal Emily Kinney (Beth Greene) y la actriz recurrente Christine Woods (Dawn Lerner) debido a que sus personajes fueron asesinados. Emily Kinney formó parte del elenco durante 3 años consecutivos.
De acuerdo con Emily Kinney, ella se enteró de la muerte de su personaje al finalizar las grabaciones del episodio Crossed. En Talking Dead, Emily contó que en el mes de agosto, el guion del episodio Coda llegó a sus manos y que al enterarse de la muerte de Beth se puso realmente triste. El respecto, ella dijo: 
"Creo que la historia ha sido genial, pero no estaba preparada para terminar. [...] No lo vi venir del todo, especialmente esta temporada. Es raro, porque hubiese estado satisfecha si llega a pasar en la segunda o tercera temporada, cuando pensaba 'Quizá este personaje está llegando a su fin. ¿Qué más pueden hacer con él?'. Pero ahora me siento distinta... Siento que todavía quedaba mucho por explorar, como lo que hubiera pasado con Daryl". Asimismo, Kinney ha asegurado que el 'showrunner', Scott Gimple, no le ha dado ninguna explicación sobre su decisión, aunque, según explica, tampoco cree que hubiese un motivo concreto: "Creo que es inexplicable. Es como la vida real. ¿Por qué muere esa persona en lugar de otra? En realidad no lo sabemos".
Respecto a sus compañeros del elenco, Emily dijo: "Estoy contenta de esos días de filmación junto a mis amigos. Fue divertido filmar junto a todo el grupo y poder convivir con todos a pesar de que era una situación triste. Todos nos hemos convertido en buenos amigos y me hicieron mejor actriz. No sólo los actores, sino toda la gente con la que me tocó trabajar".
Por su parte, Andrew Lincoln, declaró en una entrevista: "Realmente no lo vi venir. Todo el mundo se sorprendió con esto. Tres episodios sin una muerte no auguraban nada bueno y todos empezábamos a estar nerviosos. Emily es una persona muy querida en el set y una actriz increíble. Lo entendí. Necesitábamos un impacto emocional, y por desgracia, Beth era el personaje que lo conseguiría este impacto durante la temporada, y fue terrible. En la escena en la que Daryl lleva a Beth en brazos, traté de mantener el estado emocionalmente distante de Rick. Traté de hacerlo. Pero al ver la reacción de Maggie y Glenn ante el cuerpo sin vida de Beth fue insoportable. Seguí dando la espalda a la cámara porque mis ojos estaban llenos de lágrimas."
Norman Reedus declaró que: "Es una chica increíble y una gran actriz, lo que significaba su personaje para los nuestros era algo muy grande, así que perderla fue un día muy emotivo para todos, fue como perder a un amigo de verdad. Me desperté triste, pones mucho tiempo y esfuerzo en todo esto, así que no es fácil superarlo así como así, me levanté bastante deprimido". Reedus afirmó que tuvo que llorar antes de la filmación del episodio, puesto a que le había parecido muy triste. 
Lauren Cohan opinó sobre la salida de Emily del elenco diciendo: "Cuando el grupo sale y Norman lleva a Emily, ella parece una muñequita. Es lo más trágico que hemos hecho. Perderla fue algo horrible, es una sensación irrefrenable, piensas que ojalá hubiéramos podido hacer algo, ese día fue una locura", declaró la actriz, y no pudo evitar quebrar su voz. Previo al estreno de la temporada 7, Cohan reveló que la escena de la muerte de Beth fue uno de los momentos más desgarradores para ella. 
Por otra parte, Steven Yeun, Melissa McBride, Chad Coleman, Sonequa Martin-Green, Michael Cudlitz, Christian Serratos, Josh McDermitt y Tyler James Williams se mostraron tristes por la escena final del episodio y por tener que despedirse de Emily Kinney del elenco del show.

## Recepción
El episodio tuvo un total de 14.80 millones de espectadores en su emisión original.
Obtuvo críticas mixtas de los críticos, muchos elogiaron la secuencia inicial y final, aunque la mayor parte de la atención fue la muerte de Beth Greene. Matt Fowler de IGN, dio una opinión más moderada del episodio, dijo que a pesar de que la muerte de Beth era predecible, "se sentía como un gran momento desgarrador ver a otros personajes reaccionar a la muerte de sus seres queridos. Me gustó Beth, pero la mayoría se sintió mal por Daryl y Maggie". Fowler en última instancia dio al episodio un 7,6 sobre 10.
Laura Prudom de Variety comentó positivamente sobre el final del episodio y elogió las actuaciones de Lauren Cohan y Norman Reedus como Maggie Greene y Daryl Dixon, diciendo: "pocos momentos finales del episodio resultaron ser algunas de las series 'más poderosas todavía - tanto Lauren Cohan como Norman Reedus dieron verdaderamente actuaciones desgarradoras después de la muerte de Beth, y fue desgarrador ver a Maggie con esperanzas de ver a su hermana viva, y en el transcurso de 20 minutos encontrarla muerta".
Zack Handlen de La A.V. Club le dio al episodio una calificación B-, diciendo:
Bueno, por tan bueno que The Walking Dead ha sido en esta temporada, todavía no es perfecto. Como prueba, te doy "Coda", un final a mitad de temporada que casi, se las arregla para desperdiciar la buena voluntad que el espectáculo ha estado construyendo por sí mismo toda la caída. Cuarenta y cinco minutos que conducen a un final impactante que nos recuerda que, el espectáculo aún no ha renunciado a su más querido truco: matar gente porque puede. La muerte súbita de Beth fue un shock, no hay duda, aunque me imagino que algunos espectadores estaban esperando sólo un puñetazo en el estómago. Había señales. [...] El resultado es una conclusión desinflando a lo que había sido un comienzo prometedor.
Dalton Ross de Entertainment Weekly dijo que el episodio en su conjunto "La temporada necesitaba un fuerte octavo episodio para mantener ese impulso y entusiasmar a la gente para la segunda mitad en 2015. El espectáculo siempre ha cumplido sus episodios del final de la mitad de temporada - especialmente con la masacre del granero (RIP Sophia) de la temporada 2 y decapitación de Hershel del año pasado - mientras que la de este año no se iguala a esos dos ejemplos, sin embargo fue una escena muy triste".
Kelsea Stahler de Bullicio sintió que matar a Dawn fue un desperdicio "perfectamente una buena villana de la temporada 5, representa una oportunidad perdida para tener un personaje femenino como el gran mal y tener la narrativa para el resto de la temporada, que se basa en un conflicto entre dos mujeres (Dawn y Beth)". Rob Bricken de io9, además de llamar la trama una de las "peores de la temporada 5" y el cuento "más ridículo", también criticó la muerte de Dawn y Beth como una "oportunidad perdida". Citó "infantil, lógica ridícula" Dawn exigía a Noah, a pesar de que había "apalancamiento cero" y la decisión tonta inexplicable de Beth de apuñalar Dawn en el hombro. Se preguntó:
Entonces, ¿qué demonios estaba (Beth) tratando de hacer? Matar a Dawn indirectamente? ¿Suicidarse? Lo que ella estaba tratando de lograr - presumiblemente para deshacerse de la Aurora de alguna manera - muchas otras formas de hacerlo no implicaba el seguro de recibir un disparo y bañar a los rehenes de sangre? Nunca lo sabremos, porque Beth está muerta.

### Controversia por Espóiler
Al momento de terminar el episodio, las páginas oficiales de Twitter y Facebook de The Walking Dead publicaron acerca de la muerte de Beth, siendo que el episodio se había transmitido solo en la mitad de Estados Unidos, haciendóles saber a los seguidores de la serie en el resto de Estados Unidos y de los demás países donde se transmite la muerte del personaje. Al día siguiente, la propia página se disculpa con aquellas personas a las cuales les revelaron el final del episodio.